# Bronz fosforos

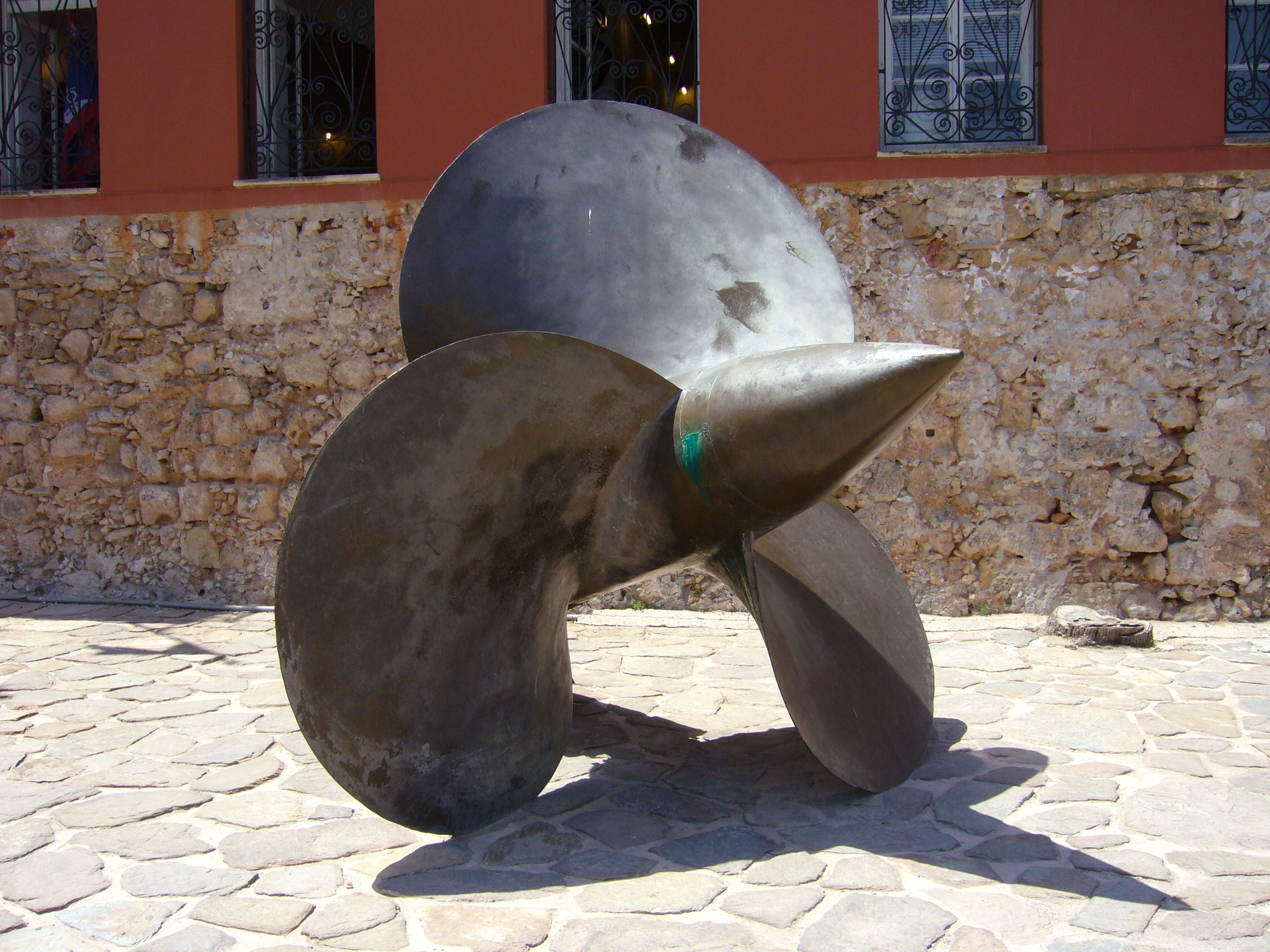
Elice din bronz fosforos recuperată de la o navă de război americană din anii 1940.

Bronzul fosforos face parte din familia aliajelor de cupru. Este compus din cupru aliat cu 0,5-11% staniu și 0,01-0,35% fosfor și poate conține alte elemente pentru a-i conferi proprietăți specifice (de exemplu, plumb în concentrație de 0,5-3,0% pentru a forma bronz fosforos cu prelucrare liberă ). Staniul crește rezistența la coroziune și rezistența aliajului, iar fosforul îi crește rigiditatea și rezistența la uzură. 
Aliajele de bronz fosforos sunt remarcabile pentru duritatea, rezistența, coeficientul de frecare scăzut și granulația fină. Fosforul reduce vâscozitatea aliajului topit, ceea ce face turnarea mai ușoară și mai curată și reduce limitele granulelor dintre cristalite. A fost formulată inițial de belgianul Georges Montefiore-Levi și germanul Karl Künzel.

## Utilizări industriale
Bronzul fosforos este utilizat pentru arcuri, șuruburi, bucșe, rulmenți, întrerupătoare electrice cu piese mobile sau glisante, punți dentare, componentele cu lamă ale tuburilor de orgă, elicele navelor și diverse alte produse sau ansambluri unde este necesară rezistența la uzură și coroziune.
Bronzul fosforos este disponibil într-o gamă largă de aliaje standard, inclusiv aliaje neferoase pentru arcuri, bronz fosforos cu prelucrare liberă și bronz pentru rulmenți. Combinația dintre proprietățile fizice bune, conductivitatea electrică bună și costul moderat face ca sârma de bronz fosforos (disponibilă în formate standard rotunde, pătrate, plate și speciale) să fie potrivită pentru multe arcuri, contacte electrice și o gamă largă de forme de sârmă, unde proprietățile dorite nu necesită utilizarea cuprului beriliu, care este mai scump.
Bronzul fosforos cu 94,8% cupru, 5% staniu și 0,2% fosfor este utilizat în criogenie. În această aplicație, combinația dintre conductivitatea electrică bună și conductivitatea termică scăzută permite realizarea de conexiuni electrice la dispozitive la temperaturi extrem de scăzute, fără a adăuga căldură excesivă.

## Ambalaj suplimentar de combustibil nuclear uzat

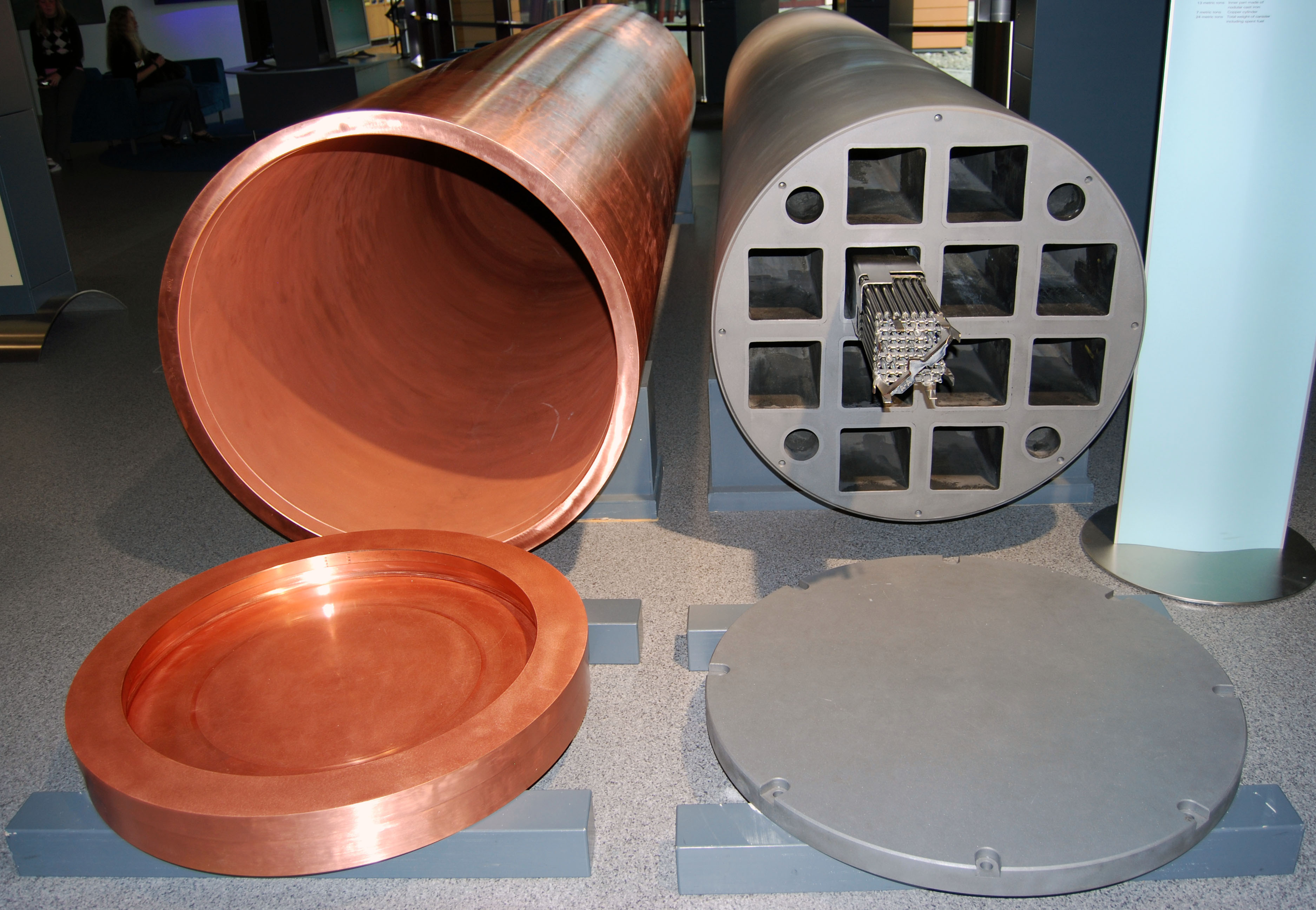
Capsula CuOFP utilizată ca supraambalaj pentru depozitarea combustibilului nuclear uzat în conceptul KBS-3 (versiunea finlandeză).

Cuprul fără oxigen poate fi aliat cu fosfor (aliaj CuOFP ) pentru a rezista mai bine condițiilor oxidante. Acest aliaj este folosit ca strat protector gros și rezistent la coroziune pentru depozitarea combustibilului nuclear uzat în roci cristaline adânci.

## Calculator UNIVAC
Banda magnetică a fost utilizată pentru prima dată pentru înregistrarea datelor de pe calculator în 1951, pe unitatea Eckert - Mauchly UNIVAC I. Mediul de înregistrare al unității UNISERVO era o bandă metalică subțire de bronz fosforos placat cu nichel, 0,5 inches (13 mm). Densitatea de înregistrare a fost de 128 de caractere pe inch (198 micrometri/caracter) pe opt piste la o viteză liniară de 100 inches per second (2,5 m/s), rezultând o rată de transfer de date de 12.800 de caractere pe secundă. Dintre cele opt piste, șase erau de date, una era o pistă de paritate și una era o pistă de ceas sau de temporizare. Ținând cont de spațiul gol dintre blocurile de bandă, rata reală de transfer a fost de aproximativ 7.200 de caractere pe secundă. O mică rolă de bandă adezivă de mylar asigura separarea de banda metalică și de capul de citire/scriere.

## Instrumente muzicale

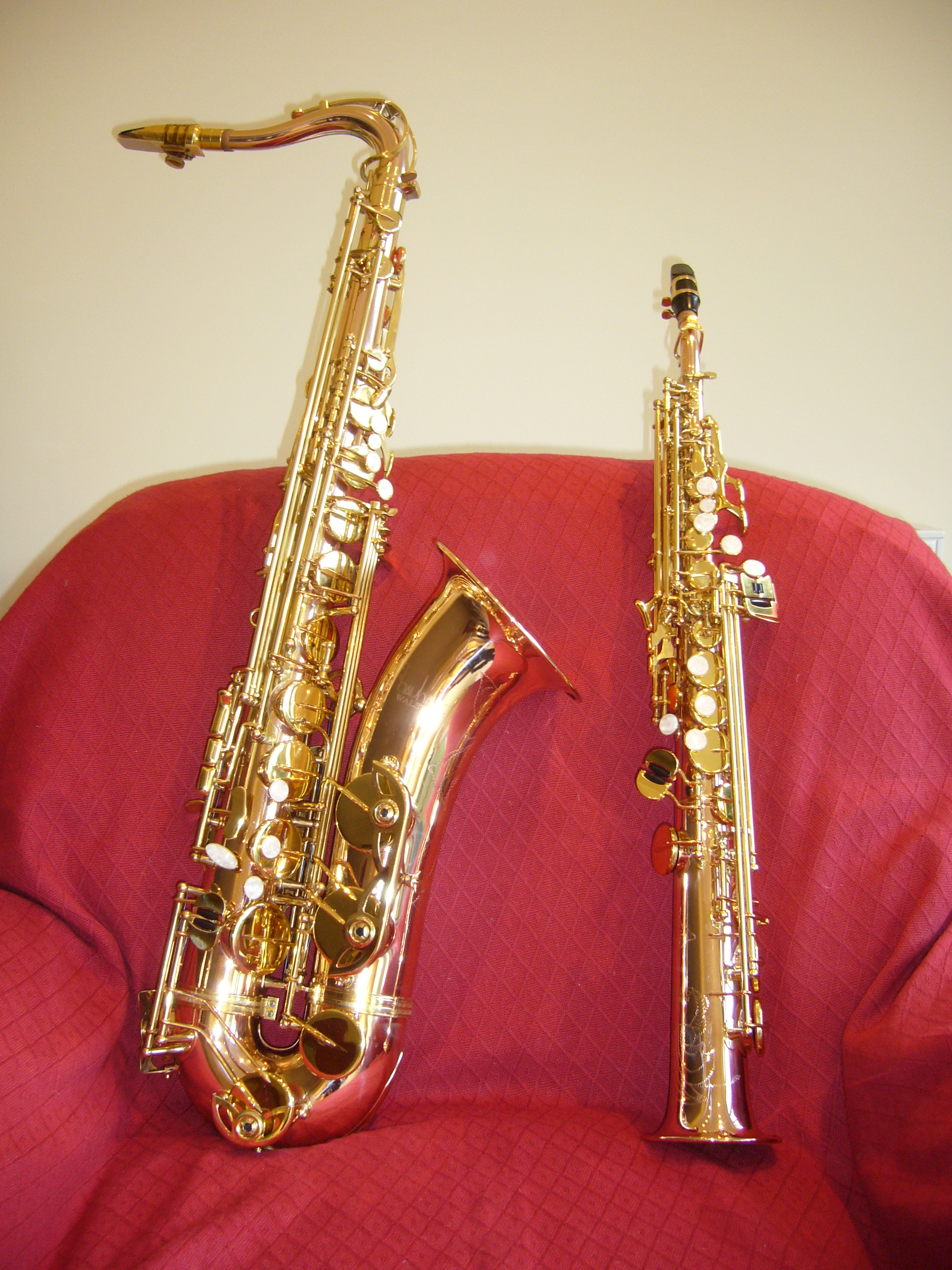
Saxofoane tenor și soprano din bronz fosforos

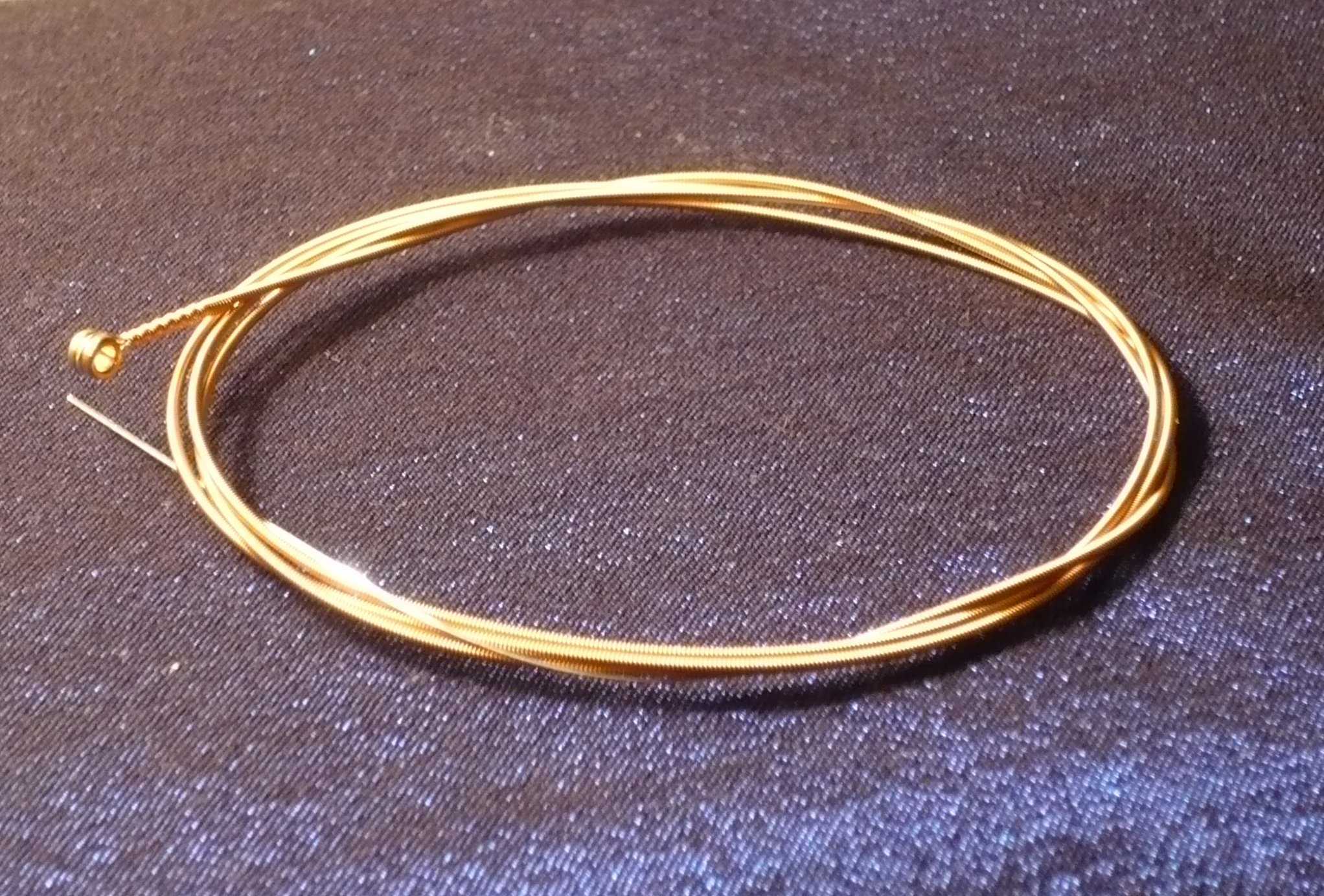
Coardă de chitară acustică învelită în bronz fosforos

Bronzul fosforos este preferat alamei pentru cinele datorită rezistenței sale mai mari, ceea ce duce la un spectru tonal mai larg și la o susținere mai mare.
Bronzul fosforos este unul dintre numeroasele aliaje cu conținut ridicat de cupru utilizate ca înlocuitor pentru tipurile de alamă „galbenă” sau „cu cartuș”, mai comune, pentru a construi corpurile și clopotele instrumentelor de suflat metalice. Exemple de instrumente construite folosind aliaje cu conținut ridicat de cupru apar în familia instrumentelor de alamă (trompete, flugelhornuri și tromboane ) și în familia instrumentelor cu ancie, saxofoanele. Pe lângă aspectul distinctiv oferit de nuanța roșu-portocaliu a aliajelor cu conținut ridicat de cupru, unii designeri, vânzători și instrumentiști pretind că acestea oferă un spectru de răspuns armonic mai larg pentru un anumit design de instrument. Saxofoanele Yanagisawa 902/992 (în imagine) au corpuri din bronz fosforos, spre deosebire de modelele 901/991 din alamă.
Unele corzi de instrumente pentru chitare acustice, mandoline și viori sunt înfășurate în bronz fosforos. Unele ancii de muzicuță sunt fabricate din bronz fosforos, cum ar fi cele de la Suzuki Musical Instrument Corporation și Bushman Harmonicas.
Componenta cu ancie a tuburilor de orgă de tip ancie este de obicei fabricată din bronz fosforos datorită rezistenței sale ridicate la uzură și deformabilității reduse în condiții de vibrații constante la producerea sunetului.
Unele tobe sunt construite din bronz fosforos.
Unele jingle-uri de tamburină sunt fabricate din bronz fosforos.

## Variante
Creșterea suplimentară a conținutului de fosfor duce la formarea unui compus foarte dur, Cu3P ( fosfură de cupru), rezultând o formă fragilă de bronz fosforos, care are o gamă restrânsă de aplicații.
În anul 2001, Olin Corporation a dezvoltat un alt aliaj pentru utilizare în conectorii electrici și electronici, pe care l-au denumit „bronz fosforos”. Compoziția sa a fost următoarea:
- Zinc – 9,9%
- Staniu – 2,2%
- Fier – 1,9%
- Fosfor – 0,03%
- Cupru – 85,97%

Când este evaluat din punct de vedere strict metalurgic, nu este un bronz fosforos, ci o formă de alamă de staniu modificată cu fier.